# Тимковский сельсовет
Тимковский сельсовет — упразднённая административно-территориальная единица, существовавшая на территории Московской губернии и Московской области до 1954 года.
Тимковский сельсовет был образован в первые годы советской власти. В 1921 году он входил в состав Тимошевской волости Волоколамского уезда Московской губернии.
В 1924 году из Тимковского с/с был выделен Ивановский с/с.
По данным 1926 года в состав сельсовета входил 1 населённый пункт — Тимково, а также 1 хутор и 1 сторожка.
В 1929 году Тимковский сельсовет был отнесён к Волоколамскому району Московского округа Московской области. При этом к нему был присоединён Тимонинский с/с.
4 января 1952 года из Тимковского с/с в Михайловский были переданы селения Калеево и Тимонино.
14 июня 1954 года Тимковский с/с был упразднён. При этом его территория была передана в Пригородный с/с.